# Isonlahenvaara
Isonlahenvaara är en kulle i Finland. Den ligger i Rovaniemi i landskapet Lappland, i den norra delen av landet, 700 km norr om huvudstaden Helsingfors. Toppen på Isonlahenvaara är 213 meter över havet.
Terrängen runt Isonlahenvaara är huvudsakligen platt. Runt Isonlahenvaara är det mycket glesbefolkat, med 2 invånare per kvadratkilometer. Det finns inga samhällen i närheten. 